# Baco (Panama)
Baco – miejscowość i corregimiento w Panamie, w prowincji Chiriquí, w dystrykcie Barú. Baco w 2010 roku liczyło 7334 mieszkańców.